# 金士衡 (朝鮮)
金士衡（：／，1341年—1407年），字平甫，號洛圃，本貫安東金氏。高麗末期至朝鮮王朝初期文臣。
金士衡是副密直司事金蕆之子，蔭補出任鶯溪館直，在高麗恭愍王時期通過科舉考試的文科，出任監察糾正。1388年，李成桂發動威化島回軍後，他受到李成桂的信任，出任交州江陵道都觀察黜陟使。1390年，任門下府知事，特進三司右使。他與忠於高麗王室的鄭夢周是政敵。
1392年李成桂建立朝鮮王朝後，金士衡被錄為開國功臣第一等，封上洛伯，任門下侍郎贊成事、判尚瑞司事、兵曹典書，同年取代趙浚擔任門下右侍中（右議政的前身），1394年，官職改名為門下右政丞。1396年，金士衡被任命為五道兵馬道黜陟使，成為對馬島征伐的指揮官。第一次王子之亂後，他於1398年被封為定社功臣第一等。1399年，以登極使的身份出使明朝，祝賀建文帝繼位。
1401年，取代李居易擔任議政府左政丞（左議政的前身）。1402年，改領司平府事，與李茂、李薈等一起繪製混一疆理歷代國都之圖，封上洛府院君。1407年去世，諡翼元。